# Ramillies (Belgique)
Pour les articles homonymes, voir Ramillies.
Ramillies [ʀamili(ː)] (en wallon Ramiêye) est un village et commune du Brabant wallon, en Belgique. Il se trouve à la frontière de la province de Namur (Région wallonne de Belgique).

## Géographie

### Sections
| # | Nom                           | Superf. (km²) | Habitants (2020) | Habitants par km² | Code INS |
| - | ----------------------------- | ------------- | ---------------- | ----------------- | -------- |
| 1 | Ramillies-Offus               | 8,19          | 824              | 101               | 25122A   |
| 2 | Grand-Rosière-Hottomont       | 7,40          | 736              | 99                | 25122B   |
| 3 | Geest-Gérompont-Petit-Rosière | 7,81          | 1.541            | 197               | 25122C   |
| 4 | Mont-Saint-André              | 5,54          | 830              | 150               | 25122D   |
| 5 | Bomal                         | 4,31          | 322              | 75                | 25122E   |
| 6 | Autre-Eglise                  | 8,28          | 1.174            | 142               | 25112F   |
| 7 | Huppaye                       | 7,53          | 1.121            | 149               | 25112G   |

#### Autres villages et hameaux
- Hédenge en Autre-Eglise
- Ramillies et Offus en Ramillies-Offus
- Molembais-Saint-Pierre et Fauconval en Huppaye
- Grand-Rosière, Hottomont et Le Chenois en Grand-Rosière-Hottomont
- Geest-Gérompont et Petit-Rosière en Geest-Gérompont-Petit-Rosière

### Communes limitrophes
|                | Jodoigne  |            |
| Incourt Perwez | Ramillies | Orp-Jauche |
|                | Éghezée   |            |

## Démographie

### Démographie: Avant la fusion des communes
- Sources:INS, Rem:1831 jusqu'en 1970=recensements, 1976= nombre d'habitants au 31 décembre

### Démographie: Commune fusionnée
En tenant compte des anciennes communes entraînées dans la fusion de communes de 1977, on peut dresser l'évolution suivante:
Les chiffres des années 1831 à 1970 tiennent compte des chiffres des anciennes communes fusionnées.
- Source: DGS , de 1831 à 1981=recensements population; à partir de 1990 = nombre d'habitants chaque 1 janvier[3]

## Histoire
Le 23 mai 1706, lors de la Guerre de Succession d'Espagne, les Français du maréchal de Villeroy sont battus à Ramillies par les troupes impériales du prince Eugène de Savoie-Carignan commandés par John Churchill, Duc de Marlborough.

## Héraldique
|  | La commune possède des armoiries qui lui ont été octroyées à une date inconnue. Le lion provient des anciennes armoiries de Geest-Gérompont-Petit-Rosière. Elles étaient blasonnées : De sable au lion d'or armé et lampassé de gueules. naissant sur des ondes d'argent. Elles avaient été octroyées le 15 novembre 1928. La base se réfère à la Bataille de Ramillies en 1706. Blasonnement : Coupé ondé, au premier de sable au lion naissant d'or, armé et lampassé de gueules, au deuxième d'argent à deux épées de gueules garnies d'or passées en sautoir. Source du blasonnement : Heraldy of the World. |

## Politique et administration

### Conseil et collège communal 2024-2030
| Collège communal  |                    |                           |
| ----------------- | ------------------ | ------------------------- |
| Bourgmestre       | Jean-Jacques Mathy | Liste du Bourgmestre      |
| 1er Échevin       | Michaël Dombret    | MR - Liste du Bourgmestre |
| 2e Échevin        | Daniel Burnotte    | Ecolo                     |
| 3e Échevine       | Dominique Gillot   | Liste du Bourgmestre      |
| 4e Échevine       | Mariève Bertrand   | Ecolo                     |
| Président du CPAS | Renaud Fabri       | Liste du Bourgmestre      |

## Patrimoine et culture

### Patrimoine architectural et sites

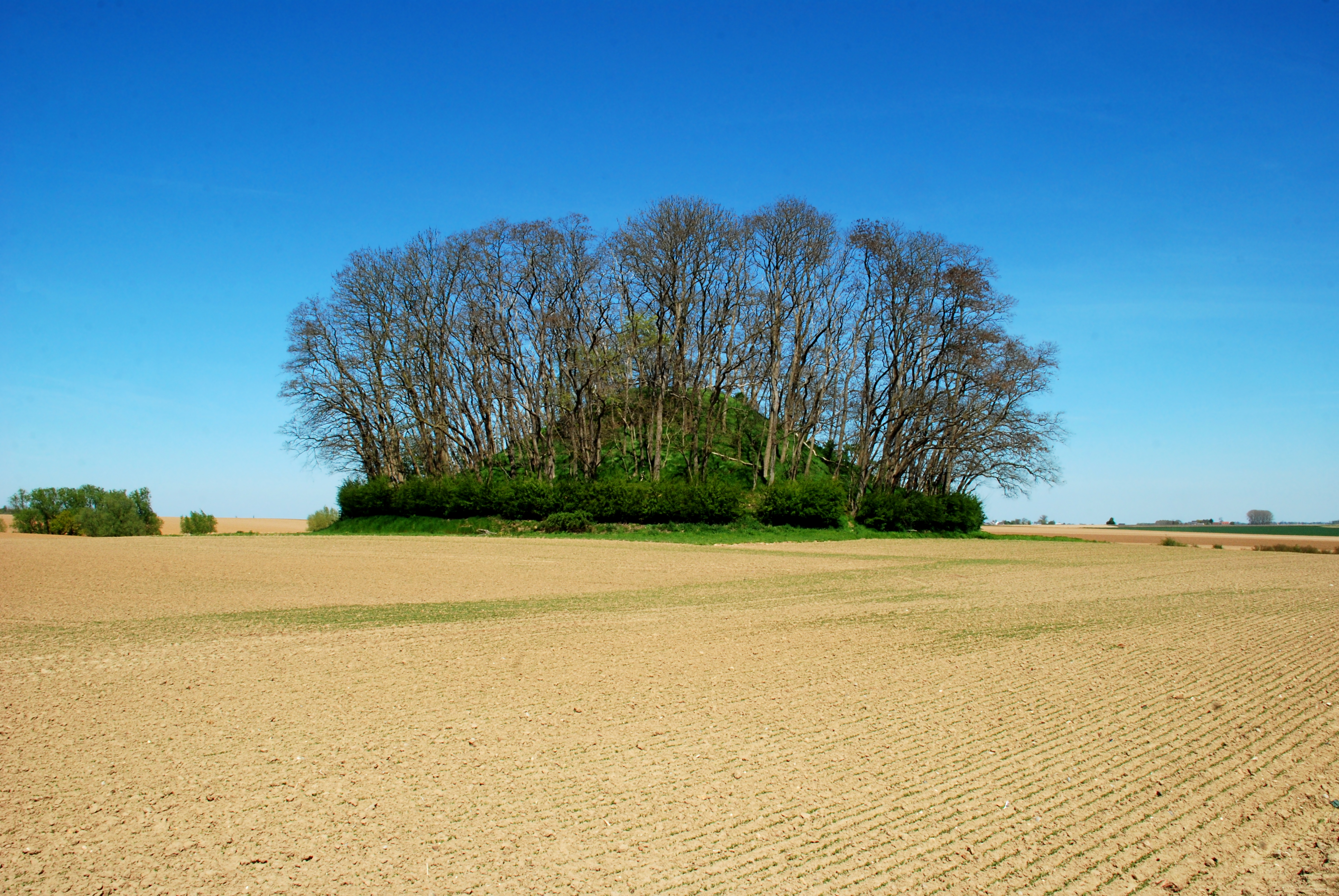
Tumulus d'Hottomont.

- Le Tumulus d'Hottomont, situé à Grand-Rosière-Hottomont, est un site historique classé au patrimoine majeur de Wallonie.

### Culture
Une troupe de théâtre amateur, les Troubadours de Ramillies, est présente au sein de la commune depuis 1992.